# Дмитрієвка (Інзенський район)
Дмитрієвка (рос. Дмитриевка) — присілок в Інзенському районі Ульяновської області Російської Федерації.
Населення становить 18 осіб. Входить до складу муніципального утворення Оськинське сільське поселення.

## Історія
Від 2004 року входить до складу муніципального утворення Оськинське сільське поселення.

## Населення
| 2010 |
| ---- |
| 18   |